# Бока, Ольта
Ольта Бока (алб. Olta Boka, род. 13 сентября 1991) — албанская певица, представлявшая свою страну на конкурсе песни Евровидение в 2008 с песней «Zemrën E Lamë Peng» («Мы поставили ставкой наши сердца»). Певица победила на местном отборочном туре «Festivali i Këngës» и прошла в финал Евровидения (во 2-м полуфинале Ольта набрала 67 очк. и оказалась на 9-й позиции из 19). В финале её песня получила только 55 очков, и расположилась на 16-й позиции (из 25 финалистов).
После Евровидения Ольта Бока участвовала в албанском конкурсе «Ethet e së Premtes Mbrëma» (также «Friday Night Fever»). В 2009 она (в дуэте с Марьеттой Било) снова проходила отбор на Евровидение с песней «Era e tokës» («Запахи земли»), но заняла только пятое место из двадцати.
В 2017 году являлась членом албанского жюри на песенном конкурсе Евровидение

## Премии
Festivali i Këngës
| Год  | Номинируемая работа  | Категория   | Результат |
| ---- | -------------------- | ----------- | --------- |
| 2007 | «Zemrën e lamë peng» | First Prize | Победа    |

Gjeniu i Vogel
| Год  | Номинируемая работа | Категория      | Результат |
| ---- | ------------------- | -------------- | --------- |
| 2004 | «Herself»           | Best Performer | Победа    |

Kënga Magjike
| Год  | Номинируемая работа | Категория        | Результат |
| ---- | ------------------- | ---------------- | --------- |
| 2009 | «Jepe me zemer»     | AMC Prize        | Победа    |
| 2010 | «Mbete një Brengë»  | Best Ballade     | Победа    |
| 2011 | «Anna»              | AMC Prize        | Победа    |
| 2013 | «E fundit tango»    | Best Performance | Победа    |

Dance With Me 1
| Год  | Номинируемая работа | Категория                        | Результат |
| ---- | ------------------- | -------------------------------- | --------- |
| 2014 | «Olta & Devis»      | Winner of the Week 2             | Победа    |
| 2014 | «Olta & Devis»      | Winner of the Week 4             | Победа    |
| 2014 | «Olta & Devis»      | First Prize/Winner of Competiton | Победа    |

Top Fest
| Год  | Номинируемая работа             | Категория               | Результат |
| ---- | ------------------------------- | ----------------------- | --------- |
| 2014 | «Ti me ke mua (ft.Erik Lloshi)» | Top Albania Radio Award | Победа    |